# やんややんやNight 〜踊ろよ※※〜
「やんややんやNight〜踊ろよ※※〜」（やんややんやナイト〜おどろよ※※〜）は、ゴールデンボンバーの都道府県別限定シングル。2017年11月8日にスクーデリア・ユークリッド（Zany Zapレーベル）より発売された。題名の「※※」の部分には各都道府県名が入る。

## 概要
前作よりおよそ7か月ぶりとなるシングル。題名の「※※」の部分には都道府県名が入るため、過去最多となる47形態でリリースされる。また、タイトルの都道府県のCDショップで販売されるほか、発売日が11月8日ではあるものの一部通販サイトでは15日以降に届けられる。なお公式では「歌詞に出てくる地名をそれぞれ歌い変えただけなので、複数買う魅力はあまりありません。」としている。
制作費が赤字であるため、各都道府県から一社ずつ広告を募り、CDのトレイ下のスペースに掲載される。
カップリングには「#CDが売れないこんな世の中じゃ」の偽バージョン（3月24日に鬼龍院翔のブログにて公開されたテイク）と、各曲のカラオケバージョンを収録。
アルバム『キラーチューンしかねえよ』には、新バージョン「やんややんやNight～踊ろよ日本～」が収録されている。
2018年4月26日に音楽ゲーム『jubeat clan』に収録。ゲーム筐体の設置場所に合わせて収録曲が変化し、なおかつ歌詞の異なる個所においては譜面もそれぞれ変化するという趣向を凝らしている。また、5都道府県以上で同曲をプレーを行うとアルバムバージョン「～踊ろよ日本～」がプレー可能となる。
ちなみに本作の売り上げはオリコンで集計されておらず、これは「死 ん だ 妻 に 似 て い る」以来である。

## 収録曲
| 全作詞・作曲: 鬼龍院翔、全編曲: 鬼龍院翔、tatsuo。 |                                                                 |          |            |
| #                                                  | タイトル                                                        | 作詞     | 作曲・編曲 |
| 1.                                                 | 「やんややんやNight ～踊ろよ※※～」                              | 鬼龍院翔 | 鬼龍院翔   |
| 2.                                                 | 「#CDが売れないこんな世の中じゃ（偽）」                         | 鬼龍院翔 | 鬼龍院翔   |
| 3.                                                 | 「やんややんやNight ～踊ろよ※※～（オリジナル・カラオケ）」      | 鬼龍院翔 | 鬼龍院翔   |
| 4.                                                 | 「#CDが売れないこんな世の中じゃ（偽）（オリジナル・カラオケ）」 | 鬼龍院翔 | 鬼龍院翔   |